# Wendy Wu
Pour plus de détails, voir Fiche technique et Distribution.
Wendy Wu (Wendy Wu : Homecoming Warrior) est un téléfilm de la collection des Disney Channel Original Movie, diffusé pour la première fois le 16 juin 2006 sur Disney Channel.
Pour sa première diffusion, il a été suivi par plus de 5,7 millions de téléspectateurs, le classant à la cinquième place des téléfilms Disney Channel les plus visionnés.

## Synopsis
Wendy Wu est une adolescente qui rêve d'être élue reine de son lycée au bal de fin d'année. Entre son petit-ami, ses études et les élections, son existence bien remplie prend un virage à angle droit lorsqu'elle rencontre un jeune moine bouddhiste qui lui annonce qu'elle est la réincarnation d'une guerrière chinoise légendaire et qu'elle doit sauver le monde.

## Fiche technique
- Réalisateur : John Laing
- Scénariste : Vince Cheung - Ben Montanio

## Distribution
- Brenda Song (VF : Nathalie Bienaimé) : Wendy Wu
- Shin Koyamada (VF : Tony Marot) : Shen
- Hadley Hudson : Yan-Lo (voix)
- Ellen Woglom (VF : Karine Foviau) : Jessica Dawson
- Tsai Chin (VF : Martine Messager) : Grand-mère Wu
- Susan Chuang (VF : Nadine Bellion) : Nina Wu
- Justin Chon (VF : Hervé Grull) : Peter Wu
- Michael David Cheng (VF : Arnaud Arbessier) : Kenny Wu
- Andy Fischer-Price (VF : Donald Reignoux) : Austin
- Paul A. Willis : le principal Frank Nunan
- James Gaylyn (VF : Frédéric Norbert) : M. Medina
- Sally Stockwell (VF : Laurence Bréheret) : la coach Gibbs
- Timothy Raby : M. Tobias
- Michael Saccente (VF : Philippe Ariotti) : M. Garibay
- Sally Martin (VF : Céline Ronté) : Tory Hanson
- Anna Hutchison (VF : Ariane Aggiage) : Lisa

- Version française
  - Société de doublage : Dubbing Brothers
  - Direction artistique : Hervé Rey
  - Adaptation des dialogues : Ghislaine Gozes

 Source et légende : version française (VF) sur RS Doublage et carton de doublage sur Disney+.